# Tove Naess
Gun Tove Bjarnesdotter Naess, född 22 december 1959, död 29 april 2024 i Kärrtorp i Stockholm, var en svensk sångare.

## Musikkarriär
Tove Naess sjöng med Dave & the Mistakes i början av 1980-talet och åkte bland annat på turné i Storbritannien med Elvis Costello. Hon startade sedan en solokarriär och gav ut flera album. Tove Naess var även en flitigt eftertraktad körsångerska. Hon var på turné med Dan Hylander / Py Bäckman och Raj Montana Band 1984, tillsammans med sin vän Anne-Lie Rydé. Hon var även med i Totta Näslunds projekt "varmare än körv" i slutet av 1980-talet mm. Naess spelade in hiten ”I Want You Back”, som var en av The Jackson 5:s stora låtar, tillsammans med deras originalmusiker. Även Marie Fredriksson hade Naess på kör på ett antal inspelningar.
Naess hade även samarbete med Nick Lowe, Paul Carrack med flera. Hon deltog i den svenska Melodifestivalen 1991 med balladen "Låt mig se ett under". Den slutade i tävlingen på femte plats. 
Tillsammans med Raj Montana Band spelade hon senare in melodin "Jag behöver dig". Låten testades på Svensktoppen den 30 augusti 1997 men tog sig inte in på listan.

## Övrigt
Tove Naess hade en karriär som landslagskvinna i boule med bland annat flera SM-guld. Hon arbetade också som artistansvarig på produktionsbolag för tv-shower och galor. Ett stort intresse för mat och dryck gav henne arbete som färskvaruansvarig inom ICA.[källa behövs]

## Diskografi
Soloalbum
- Isn't It Crazy (1983; Polar Music, POLS 360)
- Fighting for Love (1985; Polar Music, POLS 391)
- Shine On (1987; Virgin)
- The Album (1988; Virgin)
- Time of Trust (1990; Lynx Records)

Tove Naess och Raj Montana Band
- Jag behöver dig (1997)[8]

## Medverkade på
- ANC-galan, Sail Away, All For The..., Amalthea, 1985
- Den Sjunde Vågen - Den Bästa Dagen, EMI Music (Sweden),	1986
- Efter stormen, Efter Stormen, Bara för en dag, EMI Music (Sweden),	1987
- French Revolution - Fantasia, Virgin Scandinavia AB, 1988

## Låtar hon medverkat på
- Remixed Records 22, I Want You Back,Remixed Records, 1988